# Khvostof Island
Khvostof Island (aleutisch: Atanax̂) ist eine unbewohnte Insel der Rat Islands und gehört zu den Aleuten. Die Insel steigt von ihrem westlichen Ufer steil auf eine Höhe von 256 m an. Der Ostteil der Insel ist durch ein relativ gleichmäßiges Plateau geprägt. 
Khvostof ist wahrscheinlich der Überrest eines großen Vulkankegels, der im Tertiär infolge einer gewaltigen Eruption explodierte. 